# Херман, Тина
Ти́на Хе́рман (нем. Tina Hermann; род. 5 марта 1992, Эрингсхаузен) — немецкая скелетонистка, семикратная чемпионка мира, никто 7 медалей среди скелетонистов ни выигрывал, чемпионка мира среди юниоров (2010), обладательница Кубка мира 2015/16.

## Спортивная карьера
Скелетоном начала заниматься в 2007 году. На международной арене дебютировала в Кубке Европы в декабре 2008 года. Чемпионка мира среди юниоров (2010).
На чемпионате мира 2015 года в Винтерберге стала чемпионкой мира в соревнованиях смешанных команд. В 2016 году на чемпионате мира в Игльсе выиграла золото в соревнованиях смешанных команд и среди женщин. На чемпионате Европы 2016 года в Санкт-Морице заняла второе место в соревнованиях женщин, уступив Жанин Флок из Австрии.
На Олимпийских играх 2018 года была одним из основных претендентов на награды. Тина неудачно провела второй заезд (10-е время), но затем показала лучший результат в третьем. В последнем заезде Тина имела реальные шансы как минимум на бронзу, но в показала 4-й результат и по сумме всех попыток заняла пятое место, отстав на 0,08 сек от бронзового призёра Лоры Диз.
В 2019, 2020 и 2021 годах выиграла золото в одиночках на трёх чемпионатах мира подряд.
Завоевала Кубок мира 2015/16, на 8 этапах 5 раз заняв первое место, два раза — второе и один раз — четвёртое. В сезонах 2016/17, 2017/18 и 2018/19 занимала второе место в общем зачёте Кубка мира. В сезоне 2020/21 вновь стала второй в общем зачёте Кубка мира, выиграв один этап.